# Wyspa Rangitoto
Wyspa Rangitoto (ang. Rangitoto Island, maor. Ngā Rangi-i-totongia-a Tama-te-kapua) – wyspa wulkaniczna leżąca w zatoce Hauraki, nad którą leży Auckland, największe miasto Nowej Zelandii. Wyspa ma powierzchnię 23,1 km² ok. 5,5 km średnicy i wysokość 260 m. Rangitoto jest najmłodszym i największym z ok. 50 wulkanów położonych w rejonie Auckland. Wyspa jest połączona przesmykiem ze starszą niewulkaniczną wyspą Motutapu.